# Kirchstetten
Kirchstetten osztrák mezőváros Alsó-Ausztria St. Pölten-i járásában. 2024 januárjában 2265 lakosa volt. 

## Elhelyezkedése

Kirchstetten a Sankt Pölten-i járásban

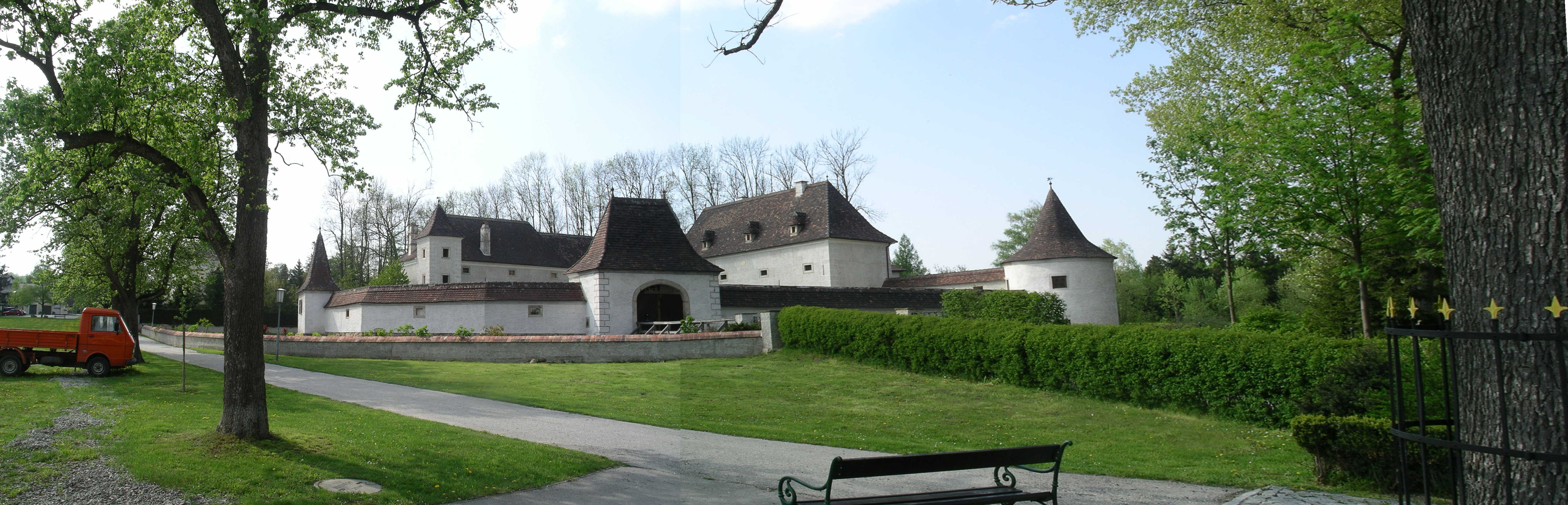
A totzenbachi kastély

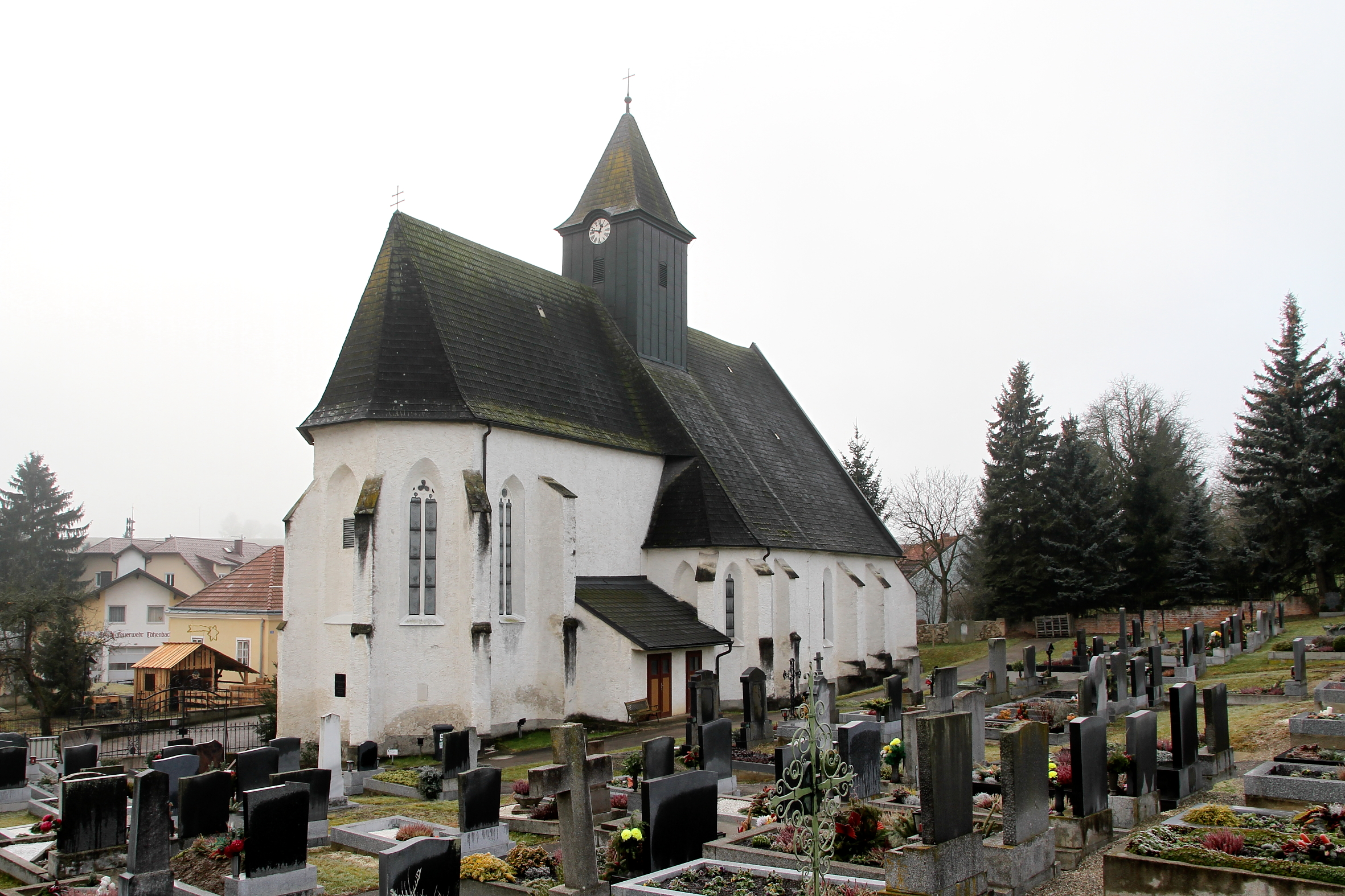
A totzenbachi Mindenszentek-plébániatemplom

Kirchstetten a tartomány Mostviertel régiójában fekszik, a Bécsi-erdőtől nyugatra, a Totzenbach és Wolfsbach folyók találkozásánál. Területének 22,4%-a erdő, 63,5% áll mezőgazdasági művelés alatt. Az önkormányzat 13 települést egyesít: Aschberg (45 lakos 2024-ben), Doppel (101), Fuchsberg (38), Gstockert (35), Hinterholz (121), Kirchstetten (813), Ober-Wolfsbach (106), Paltram (261), Pettenau (19), Senning (14), Sichelbach (114), Totzenbach (469) és Waasen (129).
A környező önkormányzatok: északra Perschling, keletre Neulengbach, délre Kasten bei Böheimkirchen, nyugatra Böheimkirchen.

## Története
Kirchstettent 1130 körül említik, amikor Regimar passaui püspök Petrissa von Schwarzenburg grófnő kérésére megalapította egyházközségét. Eleinte a Lengenbach családé volt, majd kihalásuk után Wirsinch nemzetségé lett, 1350 körül Bécsbe költöztek és eladták a langenrohri Ror családnak. 
Várát a törökök Bécs 1529-es vagy Kőszeg 1532-es ostromakor elpusztították és nem is épült újjá. Az uradalom székhelye Ollersbachba került át és Kirchstetten temploma is az ottani plébánia felügyelete alá került. 1618 után Johann Eusebius von Khuen vásárolta meg a birtokot. Ezt követően egy rövid ideig a Pálffyaké is volt.
Az Erzsébet császárné-vasút (ma Westbahn) és kirchstetteni megállójának átadásával egy második városközpont jött létre; a legfontosabb infrastrukturális létesítmények még ma is a vasútállomás környékén találhatók. 1936-1945 között Josef Weinheber költő Kirchstettenben élt; halála után háza kertjében temették el. A második világháborúban a vasút miatt a bombázások célpontjává vált, egy bomba a templomra esett, de nem robbant fel. W. H. Auden angol-amerikai költő 1957-től kirchstetteni házában töltötte a nyarakat, halála után itt temették el. 
1971-ben Totzenbach csatlakozott Kirchstetten önkormányzatához, amelyet 1999-ben mezővárosi rangra emeltek. 

## Lakosság
A kirchstetteni önkormányzat területén 2024 januárjában 2265 fő élt. Lakosságszáma 1961 óta gyarapodó tendenciát mutat. 2022-ben az ittlakók 94,1%-a volt osztrák állampolgár; a külföldiek közül 1,93% a régi (2004 előtti), 2,6% az új EU-tagállamokból érkezett. 0,4% a volt Jugoszlávia (Horvátország és Szlovénia kivételével) vagy Törökország; 0,9% egyéb ország polgára volt. 2001-ben a lakosok 88,1%-a római katolikusnak, 2,7% evangélikusnak, 0,2% ortodoxnak, 1,4% mohamedánnak, 7,3% pedig felekezeten kívülinek vallotta magát. Ugyanekkor egy magyar élt a mezővárosban; a legnagyobb nemzetiségi csoportot a németek (97,1%) mellett a horvátok alkották 0,7%-kal. 
A népesség változása:

| 2016 | 2 148 |
| 2018 | 2 189 |

## Látnivalók
- a totzenbachi kastély
- a totzenbachi Mindenszentek-plébániatemplom
- a kirchstetteni Szt. Vitus-templom
- a W. H. Auden-ház
- a Josef Weinheber-ház

## Fordítás
- Ez a szócikk részben vagy egészben  a   Kirchstetten (Niederösterreich) című német Wikipédia-szócikk ezen változatának fordításán alapul.  Az eredeti cikk szerkesztőit annak laptörténete sorolja fel. Ez a jelzés csupán a megfogalmazás eredetét és a szerzői jogokat jelzi, nem szolgál a cikkben szereplő információk forrásmegjelöléseként.